# Langue des signes urubú-ka'apór
La langue des signes urubú-ka'apór (en portugais : Língua de Sinais Kapor Brasileira, LSKB), est la langue des signes utilisée par les personnes sourdes et entendantes de la petite communauté Ka'apor (en) de l'État du Maranhão au Brésil.

## Utilisation
La raison possible de la création de cette langue des signes est le nombre important de sourds (sept sourds dans une tribu d'environ 500 personnes, soit 1,4 %). Tous les membres de la tribu semblent avoir des notions de cette langue des signes car ils ont pour la plupart des relations avec des sourds.